# Il ventre di Napoli
(Agostino De Pretis, 1884)
Il ventre di Napoli è un romanzo della scrittrice partenopea Matilde Serao, pubblicato nel 1884 per i tipi dei fratelli Treves.

## Trama
Il libro è suddiviso in due parti, e ciascun capitolo è una sorta di cronaca riassuntiva di altre cronache d'epoca, basate sul degrado di una parte della popolazione napoletana. 

### Prima parte
Nel 1884 un'epidemia di colera colpisce Napoli, e allora si apre la polemica della questione meridionale. Il sindaco invia una lettera a Roma al presidente Depretis per metterlo al corrente della situazione. La Serao descrive il "ventre", ossia i quartieri straripanti di poveri e disadattati che non sanno come tirare avanti, preda del degrado urbano e delle malattie. La scrittrice si sofferma sulla grande capacità dei napoletani di sopravvivenza, nonostante le condizioni avverse, e le loro usanze singolari per rispondere al morbo e alla morte, usanze che sconfinano nel paganesimo e nella pratica di riti occulti.
Capitoli in cui è suddivisa la prima parte:
1. Bisogna sventrare Napoli
2. Quello che guadagnano
3. Quello che mangiano
4. Gli altarini
5. Il lotto
6. Ancora il lotto
7. L'usura
8. Il pittoresco
9. La pietà

### Seconda parte
Il governo Depretis annuncia lo "sventramento" delle zone più degradate di Napoli per il piano di risanamento della città. Molte vie e quartieri sono abbattuti per fare spazio a larghe piazze e canali stradali molto ampi. Tuttavia la Serao rimane ugualmente critica verso la politica, che ha dimostrato soltanto il suo lato peggiore speculativo, non essendo riuscita a risolvere il problema, ma lasciando i poveri e gli indigenti al loro stato originale. La scrittrice tuttavia mostra curiosità nei confronti degli stessi napoletani, legati ad un profondo revisionismo sociale e nostalgico del passato, che preferiscono restare legati al loro destino, affidandosi alla chiesa e a truffatori che si fingono guaritori, anziché andare a curarsi ai rispettivi distretti sanitari.
Capitoli in cui è suddivisa la seconda parte:
1. Il paravento
2. Le case del popolo
3. Che fare?

## Edizioni
- Matilde Serao, Il ventre di Napoli, 1ª ed., Milano, Treves, 1884, SBN SBL0735976.
- Matilde Serao, Il ventre di Napoli, 2ª ed., Napoli, Perrella, 1906, SBN SBL0736043.
- Matilde Serao, Il ventre di Napoli, Roma, Vito Bianco, 1973, SBN SBL0601605.
- Matilde Serao, Il ventre di Napoli, Ischia, Imagænaria, 2010, ISBN 978-88-89144-91-6, SBN ANA0451444.
- Matilde Serao, Il ventre di Napoli, prefazione di Antonio Pascale, Biblioteca Universale Rizzoli, Milano, 2012, ISBN 978-88-17-05485-0, SBN MIL0818147.
- Matilde Serao, Il ventre di Napoli, Perugia, Fagiolari, 2015, ISBN 978-88-98979-41-7, SBN RMS2729723.